# Lee Cronbach
Lee J. Cronbach (ur. 22 kwietnia 1916 w kalifornijskim Fresno, zm. 1 października 2001 w Palo Alto) – amerykański psycholog i statystyk, a także teoretyk badań ewaluacyjnych. 
Od jego nazwiska pochodzi używana w statystyce metoda analizy rzetelności skal tzw. alfa Cronbacha. W latach 1956–1957 pełnił funkcję prezesa Amerykańskiego Towarzystwa Psychologicznego.

## Ważniejsze prace
- Design of Evaluations, Stanford Evalualion Consortium, Stanford (1979).
- Designing Evaluations of Educational and Social Programs, Jossey-Bass, San Francisco (1982).